# USS Diodon (SS-349)
Za druga plovila z istim imenom glejte USS Diodon.
USS Diodon (SS-349) je bila jurišna podmornica razreda balao v sestavi Vojne mornarice Združenih držav Amerike.